# 淮安福音堂
淮安福音堂位于中国江苏省淮安市淮安区淮城街道西门大街，建于清光绪三十一年（1905年），占地约500平方米，包括中西合璧式礼拜堂7间及钟楼，呈L型布局。现存房屋16间，室内有壁炉，屋面设烟囱。

## 保护
2006年6月，淮安福音堂列为第三批淮安市文物保护单位。2023年，该建筑进行大修。